# Amerfolk
Amerfolk es un grupo de música folclórica de Cochabamba (Bolivia), integrado originalmente por Raul Oporto, Omar Ross, Julio Ali, Marcelo Pardo, Viko Chambi y Rimer Guachalla.

## Historia
En los años 80, al sur de la ciudad de Cochabamba, muchachos adolescentes del barrio de Santa Bárbara adoptan como uno de sus pasatiempos, tocar instrumentos de todo tipo.
Entre los instrumentos más utilizados por estos muchachos amigos estaban la zampoña, instrumento de viento popular de las zonas andinas. También tocaban la guitarra, el charango, mandolina, acordeón y todo lo que podían conseguir. No significa que supieran tocar bien dichos instrumentos, pero lo intentaban con algo de progreso. Siempre tocaron instrumentos acústicos fáciles de conseguir por su precio y popularidad.
De esa manera los amigos de barrio fueron adquiriendo mucha afición por la música, claro esta que también lo eran del fútbol entre otras cosas.
Por aquellos tiempos, (los maravillosos 80’s), la actividad folclórica en Cochabamba, iba ganando mayor importancia a medida que grupos folclóricos como Los Kjarkas y Savia Andina, y cantantes como Zulma Yugar y Enriqueta Ulloa, mostraban un folclore más elaborado, en una combinación de instrumentos y acordes que le daban otro matiz a la música folclórica boliviana.
Es así que, de este grupo de amigos se forma la idea de hacer un grupo musical que fue llamado “Proyección Andina” y estaba integrado por Julio Ali, Deni Tapia, Edson Baldelomar, Jhony Baldelomar, Raul Oporto y Marcelo Pardo. Sus primeras presentaciones fueron en colegios y veladas nocturnas de barrios adyacentes. Alternaron en este grupo también Fabián Quiroz, Pablo Terceros, Fermin Mariscal, Casimiro Del Pueblo y Bernardo Viñeta. Los instrumentos que se utilizaban en general eran prestados y las canciones siempre fueron “covers” de grupos famosos.
Finalmente el grupo quedó formado por Edson, Fabián, Julio Marcelo y Raul. Rápidamente se destacó la voz de Marcelo Pardo que también tocaba la zampoña y el bombo. A Julio Ali siempre le gusto la zampoña, pero tuvo que tocar el charango porque no había otro que lo hiciera, (además era muy buen arquero en el futbol-5). Edson Baldelomar también la zampoña y le gustaba enseñar lo que podía a los más niños del barrio. Raul tocaba toda clase de guitarras, pero no podía comprarse una.
En 1987, Julio, Fermin, Raul, Favian y Edson fueron la base del equipo que ganó el campeonato interbarrios de fútbol de salon (futbol-5). El equipo se llamó “LosTigres”.
Por aquellos años, todos ellos adolescentes todavía, a veces en broma eran comparados con el grupo Menudo (de Puerto Rico), por su simpatía y aceptación, sobre todo en su presentación musical en los colegios femeninos.
Con el pasar del tiempo, se distanciaron de la música dado que después de salir del colegio cada uno tubo que dedicarse a algo distinto, Fabián, Marcelo, Bernardo se fueron al cuartel, (Bernardo murió prestando su servicio militar por una complicación en los pulmones), Raul y Edson entraron a la universidad. Fue Julio el que quizá nunca se quiso apartar de la música.
A principio de los 90, Julio organizó un grupo musical folclórico con muchachos de su excolegio, al que invitó a Marcelo como vocalista. Por otro lado Raul había conocido a Viko Chambi y otros muchachos con los que tocaba algunas veces.
Julio Ali, estaba disconforme con su grupo y fue así como logró reunirse otra vez con Raul Oporto y junto a Marcelo Pardo y Viko Chambi, contactaron a Rimer Guachalla y Omar Ross para formar el grupo “Amerindia”, con este nombre se presentaron y ganaron varios festivales de música folclórica a nivel nacional en Bolivia. Sin embargo solo hacían “covers”. Su uniforme era ponchos negros con bordados y flecos de color rojo, naranja y amarillo.
A principios de 1994, deciden cambiar de nombre a “Amerfolk” y en abril de ese mismo año graban su primer disco con diez canciones inéditas en el sello discográfico Heriba Ltda. en la ciudad de La Paz.
Hicieron conciertos, participaron en muchos festivales, presentaciones de televisión. El primero en dejar el grupo fue Rimer Guachalla al que sustituyó Ausberto Alarcon.
Rimer Guachalla que llevaba la voz contralto y tocaba los instrumentos de percusión en Amerfolk, pasó a integrar el grupo Siembra y luego el grupo Tupay. Lamentablemente por complicaciones en su salud, Rimer falleceen mayo de 2022. 
En una primera etapa de Amerfolk tocaron hasta finales de 1996, sin embargo esporádicamente se reunían para tocar en algunos acontecimientos musicales. Desde 2020 se volvieron a reunir Raul, Marcelo y Viko haciendo presentaciones, viajes y grabando algunos videos musicales.

## Discografía
| Nombre del álbum | Información                                      |
| ---------------- | ------------------------------------------------ |
| Tu y Yo          | - Lanzamiento: 1994 - Discográfica: Heriba Ltda. |